# Викинги
Ви́кинги (дат. vikinger, швед. vikingar, норв. vikinger, исл. víkingar, фар. víkingør) — раннесредневековые скандинавские мореходы, совершавшие в VIII—XI веках морские походы от Винланда до Биармии и Северной Африки. В основной массе это были племена (даны, свеи, гёты, гуты и др.), жившие на территории современных Швеции, Дании и Норвегии, которых толкало за пределы родных стран перенаселение и голод. По религиозной принадлежности викинги в подавляющем большинстве были язычниками.
Шведские, норвежские и датские викинги, которые двигались на запад, известны по латинским источникам под именем норманнов (лат. Normanni). Точный этнический состав викингов в Восточной Европе (в балтийских землях и на Руси) неизвестен, но европейские историки предполагают, что это могли быть шведы. На Руси скандинавы, включая проживавших в русских землях, были известны как варяги.
Письменная культура народов Скандинавии сформировалась только после прихода христианства, то есть уже на закате эпохи викингов, поэтому большая часть истории викингов не имеет письменных источников. Некоторое представление о жизни викингов дают скандинавские саги, однако подходить к этим источникам следует с осторожностью ввиду, как правило, позднейшего времени их составления и записи. Сведения о викингах-русах содержатся в арабских источниках IX—XI веков.
В скандинавских хрониках термин «викинг», в его сегодняшнем понимании, не использовался и относится скорее к социальному явлению, когда безземельные бонды (свободные люди, не принадлежавшие к знати) были вынуждены искать лучшей доли за пределами родины.

## Этимология
Одни исследователи выводят происхождение слова «викинг» из древненорвежского víkingr, которое, по ранее наиболее распространённой в России версии, означает «человек из бухты», «человек из порта» (от корня vík «бухта, залив, убежище» + суффикс ingr). Среди самих скандинавов долгое время преобладало мнение, что оно может происходить от названия норвежской области Викен (Viken) на берегу Осло-фьорда и буквально означало «человек из Вика», и эта версия происхождения до сих пор преобладает в современной норвежской провинции Бохунзен на месте этой области. Тем не менее во всех средневековых источниках жителей Викена называют не «викингами», а иначе (от слова vikverjar или vestfaldingi).
Некоторые учёные считали, что слово «викинг» происходит от слова vi’k «бухта, залив», то есть «викинг» — «тот, кто прячется в заливе», однако в таком случае оно может быть применено и к мирным купцам. Наконец, слово «викинг» пытались связать с древнеанглийским wic (от лат. vicus), обозначавшим «торговый пункт, город, укреплённый лагерь». Современная российская исследовательница Т. Н. Джаксон считает маловероятным, что термин vikingr означает «укреплённый лагерь», и возводит его к датскому wic, восходящего к латинскому vicus, обозначавшему в поздней Римской империи городской квартал или небольшое ремесленно-торговое поселение, в том числе при военном лагере (castrum), или же, ссылаясь на норвежского исследователя Пера Торсона, к прагерманскому корню wig со значением «битва», «убийство».
В настоящее время приемлемой считается и гипотеза шведского учёного Ф. Аскеберга, который считает, что слово происходит от глагола vikja — «поворачивать», «отклоняться». Викинг, по его толкованию, — это человек, который уплыл из дома, покинул родину, то есть морской воин, пират, ушедший в поход за добычей. В древних источниках этим словом чаще называли само предприятие — грабительский поход, чем человека, участвовавшего в нём. Строго разделялись понятия «торговое предприятие» и «грабительское предприятие». В глазах самих скандинавов слово «викинг» также имело отрицательный оттенок. В исландских сагах XIII века викингами называли людей, занятых грабежом и пиратством, необузданных и кровожадных.
По другой версии, выдвинутой шведским исследователем Б. Даггфельдтом, поддержанной, в частности, лингвистом-германистом А. С. Либерманом и допускаемой вышеназванной Т. Н. Джаксон, слово «викинг» восходит к тому же корню, что и древнескандинавский термин vika sjóvar, означавший «морская миля», «расстояние между сменами гребцов» и образовавшийся от корня weik или wîk прагерманского глагола wîkan («удаляться»). Таким образом, «викингами» изначально могли называть людей, гребущих посменно.
Прослеживается связь термина и с древнешведским глаголом vika и со схожим древнескандинавским глаголом víkja со значением «менять гребцов», а также «отступать, отклоняться, поворачивать, отходить в сторону, уступать». Термин vika, скорее всего, появился ранее начала использования северо-западными германцами паруса. В этом случае смысл заключался в том, что уставший гребец «удалялся», «сдвигался в сторону», «уступал место» на гребной скамье для сменного, отдохнувшего гребца. В древненорвежском языке образованная от vika или víkja женская форма víking (как во фразе fara í víking — «отправляться в викинг») могла первоначально означать «морское плавание со сменой гребцов», то есть «дальнюю морскую экспедицию», поскольку в период, когда ещё не было парусов, смена гребцов отличала дальний морской поход от ближнего плавания, когда смены гребцов не предполагалось. Если эта гипотеза соответствует действительности, то «отправиться в „викинг“» должно означать прохождение большого отрезка пути, на котором приходится часто менять гребцов. Мужская же форма víkingr обозначала участника такого дальнего плавания, дальнего морехода.
Слово «викинги» первоначально относилось к любым дальним мореплавателям, но в период скандинавского морского доминирования закрепилось именно за скандинавами. Эта версия сближает этимологию западноевропейских норманнов-викингов и восточноевропейских варягов-руси (если, подобно большинству исследователей, принять, что слово «русь» восходит к древнескандинавскому корню rods- — «весло»). В таком случае и «викинги» и «русь» происходят от корней, связанных с вёслами и греблей, но эта теория не подтверждается тем, что слово «викинг» носило отрицательный оттенок, в то время как участников дальних странствий древние скандинавы уважали.
Как указывает А. С. Либерман, «в Скандинавии викингами называли храбрецов, совершавших военные экспедиции в чужие земли». Негативный смысл слово «викинги» в Скандинавии приобрело лишь после того, как военные экспедиции эпохи викингов утратили своё значение. По его мнению, термин «викинги» постигла та же судьба, что и термин «берсерки», но даже в записанных в XIII веке сагах, в которых нередко считавшихся ранее героями берсерков изображают как разбойников, прошлое викингов подаётся в романтическом ореоле. Часто описывается, к примеру, как старики сетовали, что в молодые годы они «ходили в викинг» (то есть в экспедиции), а теперь немощны и на подобные деяния неспособны.
В 2005 году ирландский историк-медиевист Френсис Дж. Бирн указал, что слово viking происходит не из старонорвежского языка — по его мнению, оно бытовало в старофризском языке в VIII веке ещё до начала эпохи викингов и обозначало пирата.
В Германии X—XI веков викингов называли аскеманнами — «ясеневыми людьми», то есть «плывущими на ясенях» (ascs), так как верхняя обшивка и мачты военных судов викингов выполнялись из этого дерева. Англосаксы называли их данами, независимо от того, приплыли ли они именно из Дании, или из Норвегии, Швеции, Исландии, Финляндии или Руси. В Ирландии их всех различали по цвету волос и называли финнгаллами, то есть «светлыми чужеземцами» (если речь шла о норвежцах) или же дубгаллами — «тёмными чужеземцами» (если речь шла о датчанах). В Византии в XI веке их называли варангами. В мусульманской Испании же их звали мадхус, точнее аль-маджус, что означает «языческие чудовища».
По мнению британского историка Т. Д. Кендрика, слово «викинг» происходит от древнескандинавского víkingr mikill — «хороший мореход»; выражение «отправиться „в викинг“» было обычным названием для морского похода с целью торговли или грабежа.

## Происхождение
В целом, население Скандинавии эпохи викингов генетически происходит из смешения мезолитических охотников-собирателей, неолитических земледельцев, предков из стран Балтии и Центральной Европы и степных скотоводов бронзового века из Центральной Азии.
Изучение ДНК костных останков 442 викингов показало, что среди них есть представители не только скандинавских народов. Наряду с генами, распространёнными в Скандинавии, у викингов встречаются аллели, которые имелись у шотландцев, ирландцев и саамов.

## История

### Причины экспансии
Причины экспансии викингов, принимавшей различные формы (поиски новых земель и переселения, грабительские нападения, пиратство и большие военные походы, торговые поездки, тесно переплетавшиеся с пиратством и грабежом), были многообразны. Разложение общинно-родового строя у шведов, датчан и норвежцев сопровождалось усилением знати, для которой военная добыча служила важнейшим источником обогащения; многие рядовые общинники (бонды) покидали родину вследствие относительной перенаселённости приморских районов Скандинавского полуострова и нехватки пригодных для обработки земель. Сверх того, существовавшая в дохристианской Скандинавии практика многоженства порождала непривилегированный слой молодых людей, лишённых перспектив не только получить законное наследство, но и вступить в брак. Прогресс кораблестроения у скандинавов — издревле искусных мореходов — сделал возможным их плавание не только по Балтийскому морю, но и в водах Северной Атлантики и в Средиземном море.

### Общая хронология
- В 725 году — первые торговые посещения Рибе (Дания, Южная Скандинавия)[31].
- В 789 году три корабля викингов напали на Дорсет (Юго-Западная Англия), убив местного тэна Беохтрика.
- В 793 году викинги разграбили англосаксонский монастырь святого Кутберта на северо-востоке о-ва Линдисфарн.
- В 794 году викинги напали на монастырь в Джарроу в северо-восточной Англии.
- В 795 году были совершены набеги на монастырь на острове Айона и в Ирландию.
- В 799 году были совершены набеги на юго-запад Франции.
- В 800 году викинги освоили Шетландские и Оркнейские острова.
- В 810 году датчане напали на Фрисландию.
- В 812 году начало гражданской войны за датский трон.
- В 830 году участились набеги на Францию и Британию.
- В 834 году совершаются набеги на Дорестад (Фрисландия).
- В 839 году викинги основали королевство в Ирландии со столицей в Арме.
- В 841 году — вторжение в долину нижней Сены, захват и разграбление Руана.
- В 844 году викинги достигли Испании и Лиссабона, разграбили Тулузу
- В 845 году викинги разграбили Гамбург и Париж.
- В 850 году даны совершили набег на Англию.
- В 860 году викинги открыли остров Исландия; стали совершаться набеги на Северную Африку и Италию.
- В 861 году викинги добрались до Пампелуны в Пиренеях и пленили местного правителя.
- В 865 году нападение викингов на Нортумбрию.
- В 867 году «Великая армия» завладела Йорком, казнив короля Нортумбрии Эллу.
- Около 870 года викинг Ингольф Арнарсон основывает первое поселение в Исландии (Рейкьявик).
- В 875 году викинги впервые посетили Гренландию.
- В 878 году англосаксонский король Уэссекса Альфред Великий разбивает данов при Эйджингтоне (Эсцедуне).
- В 885 году огромный флот викингов осадил Париж.
- В 886 году в Англии образовалась «область датского права».
- В 891 году викинги под предводительством Зигфрида сначала в сражении на реке Гёйле (близ Маастрихта) разбивают войско короля восточных франков Арнульфа, но затем терпят от него поражение в битве при Лёвене.
- Около 900 года Харальд I Прекрасноволосый, объединив все норвежские земли, становится первым королём Норвегии.
- В 911 году Сен-Клер-сюр-Эптский договор передал в руки норманнского вождя Роллона территорию Нормандии.
- В 936 году Горм Старый стал первым правителем всей Дании.
- В 937 году произошла битва при Брунабурге. Победа англосаксонского короля Этельстана над данами и норвежцами.
- В 945 году Харальд Синезубый становится королём Дании.
- Около 960 года Харальд Синезубый переходит в христианскую веру.
- В 968 году пираты-викинги не в первый раз разорили Галисию, убили епископа Компостельского.
- В 980 году возобновились набеги на Англию.
- В 980 году по приказу короля в Дании возводятся королевские крепости у Треллеборга и Фюрката.
- 980 год — первое упоминание о княжении Рогволода в Полоцке.
- В 986 году викинги достигли берега Северной Америки (Винланд).
- В 991 году происходит битва при Молдоне в Эссексе, в которой викинги Олава I Трюггвасона убивают эрла Биртнота.
- В 999 году Олав I Трюггвасон обращает норвежцев в христианскую веру.
- В 1000 году происходит морская битва у Свольдера, в котором Олав I Трюггвасон погибает.
- В 1000 году начались попытки викингов колонизировать Винланд. Около этого года принимает христианство Исландия.
- В 1013 году Свен Вилобородый окончательно завоевал Англию.
- С 1013 года по 1042 год датчане правят Англией.
- В 1036 году происходит битва при Стикластадире в Норвегии, в которой погибает король Олав II Святой.
- В 1036—1042 годах ярл Ингвар Путешественник совершил последний варяжский поход в Каспийское море, и, возможно, побывал в Восточной Грузии.
- В 1066 году, 25 сентября, норвежский король Харальд Хардрада, зять конунга Ярицлейва (Ярослава Мудрого), вторгся в Англию и был убит в битве при Стэмфорд-Бридже.
- В 1066 году, 14 октября, произошла битва при Гастингсе (на холме Сенлак[англ.]), после победы в которой нормандский герцог Вильгельм Завоеватель становится королём Англии.

### Викинги в Британии и Ирландии

#### Викинги в Англии
8 июня 793 года викинги высадились на острове Линдисфарн в Нортумбрии, разрушив и опустошив монастырь Св. Кутберта. Это первое нападение викингов, чётко зафиксированное в письменных источниках, хотя очевидно, что скандинавы навещали британские берега и раньше.
Поскольку на первых порах викинги применяли тактику «булавочных ударов» (быстро грабили и ретировались в море), хронисты не придавали их набегам большого значения. Тем не менее, в Англосаксонской хронике упоминается рейд морских разбойников неизвестного происхождения на Портленд в Дорсете в 789 году.
В древнеанглийской поэме «Видсид» (др.-англ. Widsið), сложенной не позже VII века, но записанной в IX столетии, упоминаются «викинги» (др.-англ. Wicingum), «лид-викинги» (др.-англ. Lidwicingum) и «войско викингов» (др.-англ. Wicinga cynn) под предводительством некого Ингельда (др.-англ. Ingeld), разгромленное вождями Хродвульфом (др.-англ. Hroþwulf) и Хродгаром (др.-англ. Hroðgar).
Серьёзным успехом датских викингов стали завоевание англосаксонских королевств и оккупация западной и северной части Англии. В 795 году они высаживаются на острове Айона, в 797 году захватывают остров Мэн, а в 800-м — Фарерские острова. Около 865 года в Англии высаживается сильное войско сыновей датского конунга Рагнара Лодброка, окрещённое хронистами «великой армией язычников». В 867—871 годах они подвергли королей Восточной Англии и Нортумбрии жестокой казни, а их владения поделили между собой. Вслед за тем датчане приступили к покорению Мерсии.
Король Уэссекса Альфред Великий после сражения с данами при Эддингтоне (878) был вынужден заключить с ними сначала перемирие, а потом и полноценный мирный договор (около 886), узаконив тем самым их владения в Британии. Английской столицей викингов стал город Йорвик (совр. Йорк). Несмотря на прилив свежих сил из Скандинавии в 892 и 899 годах, Альфред и его сын Эдуард Старший успешно противостояли датским завоевателям, к 924 году очистив от них территорию Восточной Англии и Мерсии. Скандинавское господство в отдалённой Нортумбрии продолжалось до 954 года (война Эдреда с Эйриком Кровавой Секирой).
Новая волна набегов викингов на британские берега началась в 980 году. Её кульминацией стало завоевание Англии в 1013 году датскими викингами Свена Вилобородого. В 1016—1035 годах во главе объединённой англо-датской монархии стоял Кнуд Великий. После его смерти Уэссекская династия в лице Эдуарда Исповедника вернула себе английский престол (1042). В 1066 году англичане отбили очередное вторжение скандинавов, на этот раз во главе с норвежским конунгом Харальдом Суровым (см. битва при Стамфорд-Бридже).
Последним из датских монархов притязал на английские земли племянник Кнуда, Свен Эстридсен. В 1069 году он послал огромный флот (до 300 кораблей) на помощь Эдгару Этлингу в борьбе с Вильгельмом I Завоевателем, а на следующий год самолично прибыл в Англию. Однако захватив Йорк и встретив армию Вильгельма, предпочёл получить большой выкуп и вернулся с флотом обратно в Данию.
Викингские походы и датское владычество оставили глубокий след в культуре народов, населявших Великобританию, в английском языке, например, выявлено свыше 600 скандинавских заимствований, большинство из них относятся к повседневному быту, а также корабельному делу и земледелию.

#### Викинги в Ирландии
Скандинавское влияние на политическую культуру, социальную структуру и язык Ирландии и других кельтских земель было куда более значительным, чем в Англии, однако хронология их вторжений по причине скудости источников не может быть восстановлена с такой же точностью. Достаточно быстро викинги заселили и слились с коренным населением прилегающих к Британии островов: Оркнейских, Шетландских, Гебридских, Фарерских, а также острова Мэн. Первый набег на Ирландию упоминается в 795 году. С приходом викингов связано основание около 841 года города Дублина, которым скандинавы владели на протяжении двух столетий. Свои скандинавские конунги имелись в Лимерике и Уотерфорде, между тем как дублинские конунги распространили в начале X века свою власть даже на Нортумбрию.
Битва при Клонтарфе (1014) положила конец надеждам скандинавов на завоевание всей Ирландии. Тем не менее, англичане, вторгшиеся в XII веке в Ирландию, обнаружили, что в прибрежных районах острова по-прежнему хозяйничали крещёные скандинавы.

#### Викинги в Уэльсе
Гористая и часто труднопроходимая территория Уэльса не была полностью покорена викингами, привыкшими к быстрым рейдам и атакам с побережья, однако свидетельства о набегах викингов на земли Уэльса фиксируются начиная с 850 года. В ходе одного из набегов в 853 году были разрушены все поселения валлийцев на острове Англси. Родри Маур (Великий), правитель Гвинеда в 855—856 годах успешно боролся с викингами и даже убил их вождя по имени Орм, прибывшего из Дублина. Ещё раз Родри Великий разбил викингов в в 878 году. Существуют свидетельства того, что после смерти Родри Великого его сыновья были зависимы от викингов Йорка.
Второй этап активности викингов в Уэльсе начался около 950 года, когда были разграблены многие прибрежные монастыри. Набеги викингов на Уэльс продолжались вплоть до середины XI века, но уже с конца X века отмечаются свидетельства военного сотрудничества викингов и валлийцев. В валлийской поэме X века Armes Prydein Fawr ("Великое пророчество о Британии ") описывается будущее, в котором валлийцы объединятся с ирландцами, шотландцами и норвежцами из Дублина, чтобы навсегда изгнать англосаксов из Британии.

### Движение на запад
Скандинавская колонизация Исландии началась между 874 и 900 годами при короле Харальде Прекрасноволосом, который своим давлением на мелких норвежских конунгов заставил их искать удачи «в западных морях».  Во главе исландских первопоселенцев стоял Ингольф Арнарсон.
Исландец Эрик Рыжий в 980-е годы закрепился в Гренландии, а его сын Лейф Эрикссон около 1000 года основал первое поселение на территории Канады (см. Л'Анс-о-Медоус). Существует теория, что в своём движении на запад скандинавы добрались до Миннесоты (см. Кенсингтонский рунический камень). В XV веке гренландские колонии скандинавских поселенцев, основанные викингами, пришли в упадок, а в первой половине XVI века их население полностью вымерло или подверглось ассимиляции со стороны эскимосов.

### Викинги и франки
Отношения викингов с Франкской империей были сложными. Во времена Карла Великого и Людовика Благочестивого империя была относительно защищена от натиска с севера. От эпизодических норманнских набегов в IX и X веках страдали Галисия, Португалия и некоторые средиземноморские земли. Такие вожди викингов, как Рёрик Ютландский, поступали на службу к франкским правителям с тем, чтобы защищать рубежи империи от своих же соплеменников, заодно контролируя богатые рынки в дельте Рейна, как, например, Вальхерен и Дорестад. Ютландский конунг Харальд Клак ещё в 823 году принёс клятву верности Людовику Благочестивому, приняв христианство.
С ростом феодальной раздробленности оборона от викингов становилась всё более затруднительной, и они в своих набегах доходили до Парижа, впервые захваченного ими 28 марта 845 года. Политически дезорганизованные, хозяйственно расчленённые и расколотые внутренним соперничеством территории Каролингской империи оказались не в состоянии выступить против захватчиков единым фронтом. Немаловажную роль в военных успехах викингов играло наличие у них быстроходных кораблей. Посчитано, к примеру, что средняя скорость драккара, способного одинаково быстро ходить как на вёслах, так и под парусами, достигала при попутном ветре 8—10 узлов, вследствие чего скандинавский флот способен был пройти полторы тысячи километров и достичь устья Сены за три недели, покрывая в день более 65 км, тогда как сухопутные войска франков и англосаксов проходили в день всего 20—25 км.
В 911 году король Карл Простоватый наконец решился отдать скандинавскому вождю Роллону север Франции, который получил название Нормандии. Эта тактика оказалась эффективной. Набеги прекратились, а дружина северян вскоре растворилась в местном населении. От Роллона по прямой линии происходил Вильгельм Завоеватель, возглавивший в 1066 году нормандское завоевание Англии. К 1072 году нормандский род Отвилей завоевал Лангобардское княжество, покорив юг Италии и положив начало Сицилийскому королевству.

### Восточная Европа
Свидетельства насильственного проникновения викингов на востоке Европы не так многочисленны, как на западе. Викинги ограничились грабежом балтийских племён. В качестве примера можно привести вторжение шведов в земли куршей (Гробиня), о котором рассказано в житии Ансгара. Археологические исследования 2008—2012 годов массового корабельного захоронения близ посёлка Салме на острове Сааремаа (Эстония), выявившее останки сорока воинов из Уппланда в полном вооружении, погибших от тяжёлых ранений, позволяют утверждать, что около 750 года там потерпела неудачу крупная шведская военная экспедиция, возможно, возглавлявшаяся легендарным конунгом Ингваром Высоким.
В землях пруссов викинги держали в своих руках торговые центры Кауп и Трусо, откуда начинался «янтарный путь» в Средиземноморье. В Финляндии следы их длительного присутствия обнаружены на берегах озера Ванаявеси (фин. Vanajavesi) недалеко от города Хямеэнлинна. Проникновение викингов в финские земли началось во второй половине VIII века, как о том свидетельствуют древнейшие слои Старой Ладоги (аналогичные слоям в датском Рибе).
Примерно в одно время с ними эти земли заселяли и осваивали славяне.

#### Участие в истории Руси
Норма́нская теория (нормани́зм) представляет собой направление в историографии, согласно которой название «русь» в период с IX по XI век относилось к выходцам из Скандинавии, которых в Западной Европе называли «норманнами». Со временем понятие «русь» распространилось на территории, контролируемые норманнами (Киевская Русь), а затем — и на местные племена, населявшие эту территорию. В российской и советской историографии норманизму традиционно противопоставляется антинорманизм
.
Учёные считают, что норманны (варяги), наряду со славянами и финно-уграми, играли существенную роль в основании первых русских государств — Новгородской, а затем Киевской Руси. Вокруг этнической принадлежности варягов разгорелись основные споры, временами усиленные политической идеологизацией. В российской досоветской историографии варягов чаще всего отождествляли со скандинавскими народами. Большинство современных историков также придерживается этой версии. Также существуют другие версии этнической принадлежности варягов: их рассматривают как финнов (В. Н. Татищев, И. Н. Болтин), пруссов (летописи с XVI века, начиная со «Сказания о князьях Владимирских»), балтийских славян (А. Г. Кузьмин, В. В. Фомин) и др.
«Повесть временных лет» перечисляет народы, которые входят в общность, именуемую варягами: «И идоша за море къ варягомъ, к руси. Сице бо ся зваху тьи варязи русь, яко се друзии зъвутся свие, друзии же урмани, анъгляне, друзии гъте, тако и си». В число варягов включены свее (шведы), урмани («норманны» — норвежцы), аньгляне (англичане), готе (готландцы). Почти все перечисленные народы, кроме англичан, принадлежат к скандинавам, а включение англичан может отражать ситуацию, когда Англия входила в состав государства датского конунга Кнуда Великого.
О скандинавском происхождении варягов могут свидетельствовать различные иностранные письменные источники, данные археологии и языка. Предметы скандинавского происхождения были найдены во всех древнерусских торгово-ремесленных поселениях (Ладога, Тимерёво, Гнёздово, Шестовица и др.) и ранних городах (Новгород, Псков, Киев, Чернигов). Более 1200 скандинавских предметов вооружения, украшений, амулетов и предметов быта, а также орудий труда и инструментов VIII—XI веков происходит примерно из 70 археологических памятников Древней Руси. Известно около 100 находок граффити в виде отдельных скандинавских рунических знаков и надписей. Ряд слов древнерусского и даже современного русского языка, например, «ларь», имеет древнескандинавское происхождение. Существенно, что в древнеславянский язык проникали не только слова торговой лексики, но и морские термины, бытовые слова и термины власти и управления, собственные имена. Так, были заимствованы имена Глеб, Игорь, Ингвар, Олег, Ольга, Рогволод, Рогнеда, Рюрик, Якун; слова варяги, колбяги, гриди, тиун, вира, стяг, пуд, якорь, ябедник (старое значение — «чиновник»), кнут, голбец и др.
Отряды варягов часто нанимали русские князья в качестве профессиональных дружинников, предоставляя им обособленные поселения. Места концентрации скандинавских могильников (Тимерёво, Гнёздово, Шестовица и др.), как правило, отстоят на несколько километров от городских центров, где селилось местное население.

### Прекращение морских походов
Викинги прекратили свои завоевательные походы в первой половине XI века. Связано это с сокращением населения скандинавских земель, распространением на севере Европы христианства, которое не одобряло грабежи (по определению не облагавшиеся десятиной). Параллельно на смену родовому строю приходили феодальные отношения, и традиционный полукочевой образ жизни викингов уступал место оседлому.
Викинги из Скандинавии и после XI века продолжали наниматься на службу византийских императоров (см. варяжская стража) и русских князей (см. сага об Эймунде). К последним викингам на норвежском престоле историки относят Олафа Харальдсона и Харальда Сурового, который сложил голову при попытке завоевать Англию. Одним из последних дальний заморский поход в духе предков предпринял Ингвар Путешественник, погибший во время экспедиции на берегах Каспия. Приняв христианство, вчерашние викинги организовали в 1107—1110 годах собственный крестовый поход в Святую землю, который возглавил норвежский король Сигурд I Крестоносец.

## Общество и культура
Викинги жили большими семейными группами. Дети, отцы и деды жили вместе. Когда старший сын вступал во владение фермой, он одновременно становился главой семьи и ответственным за её благосостояние.

### Домашний быт
Крестьянские жилища скандинавов IX—XI веков представляли собой простые однокомнатные дома, построенные или из плотно подогнанных вертикальных брусьев, или чаще из плетёной лозы, обмазанной глиной. В таких хижинах проживали небольшие семьи из 7-10 человек. Состоятельные люди обычно жили в большом прямоугольном доме, где размещалась многочисленная родня, до 30-40 чел. Длина подобного жилища достигала 60 м, ширина 10 м, хотя известен образец его с Лофотенских островов длиной 80 м.
В сильно залесённой Скандинавии такие дома строили из дерева, или из плетня, часто в сочетании с глиной, а в Исландии и Гренландии, в условиях нехватки древесины, широко использовался местный камень. Там складывали стены высотой до 2 метров, толщиной 90 см и более. Центральная жилая комната дома была низкой и тёмной, посреди неё располагался длинный очаг, дым от которого выходил через небольшое отверстие в крыше. На очаге готовили пищу, рядом с ним ели и отдыхали. Иногда внутри дома вдоль стен устанавливали в ряд столбы, поддерживавшие крышу, а отгороженные таким образом боковые помещения использовались как спальни. Крыши в суровом климате обычно настилали из торфа, в более мягком — из соломы или древесной коры. В домах людей зажиточных стены, как правило, изготовлялись из целых досок, закреплённых или горизонтально между столбами, или вертикально на поперечных балках, а крыша покрывалась деревянной черепицей.
Для освещения использовали масляные лампы, сделанные из глины, камня или металла. Посуда не отличалась разнообразием и состояла в основном из глиняных горшков, железных котлов и сковородок, стеатитовых чаш и деревянных блюд и тарелок, иногда украшавшихся резьбой. Ложки и черпаки изготовляли из дерева или рога, вилок не знали, обходясь ножами, и лишь для подачи мяса из котлов использовали большие двузубые вилы.

### Поселения
На территории скандинавских стран городские поселения эпохи викингов сравнительно невелики, уступая по размерам таким периферийным центрам, как Дорестад и Старая Ладога. Археологам удалось установить наличие торгово-ремесленных пунктов в Норвегии (Каупанг в Вестфолле), Дании (Линдхольм близ Ольборга) и Швеции (Бирка на озере Меларен). Многие городские поселения располагались в глубине фьордов — таким образом, чтобы можно было издалека заметить приближение вражеских судов и подготовиться к нападению. Классический пример такого рода — едва ли не крупнейший город викингов, Хедебю в Ютландии.
Судя по многочисленным находкам кладов арабских монет и изобилию поминальных камней, остров Готланд служил своего рода центром межнационального общения викингов, где велась активная торговля. На границе с полабскими славянами существовали смешанные германо-славянские торговые центры: Рерик и полулегендарные Винета и Йомсборг. Не вполне ясным остаётся предназначение датских круговых укреплений. Возможно, они были возведены по приказу Свена Вилобородого для сбора войска перед походом на Лондон в 1013 году, хотя британский историк Питер Сойер допускает их возведение уже после завоевания Англии в 1016 году Кнудом Великим.

### Внешний вид
Сохранившиеся источники, исландские саги и хроники европейских королевств, свидетельствуют, что внешний облик викингов внушал страх их противникам. При этом отмечается относительно высокий рост, пропорциональное сложение и хорошее физическое развитие древних скандинавов в сравнении с другими народами. Новейшие антропологические исследования костных останков показывают, что средний рост мужчин-викингов составлял 172 см, а женщин 158—160 см, хотя встречались индивиды и выше 184,8 см. При раскопках в 1961 году кладбища первых христиан-норманнов Гренландии у церкви Тьодхильд близ усадьбы Братталид, в ходе которых датскими археологами во главе с Кнудом Йепсеном Крогом исследованы были останки 96 современников Эйрика Рыжего и Лейфа Эйрикссона, выяснилось, что средний рост женщин из погребений составлял 166 см, мужчин 177 см, причём у четверых он достигал 184—185 см.
Физическая сила, выносливость и ловкость викингов поддерживались постоянными телесными упражнениями, включавшими в себя бег вверх по крутому склону, в подбитыми железом башмаках и даже наперегонки с конями, пробежки по корабельным вёслам, лыжные гонки, скалолазание без приспособлений, прыжки в полном вооружении и даже борьбу под водой.
Неотъемлемой принадлежностью древнескандинавского быта являлись паровые бани, которых в Исландии заменяли купальни на горячих источниках. Вопреки распространённому заблуждению, викинги уделяли немалое внимание собственной внешности и гигиене тела. Английский хронист XIII века Джон из Уоллингфорда предваряет свой рассказ о резне скандинавов в День Св. Брайса по приказу короля Этельреда Неразумного (1002) замечанием о том, что «проживавшие в Англии даны, благодаря своей привычке ежедневно расчесывать волосы, мыться по субботам и регулярно менять одежды, сумели соблазнить высокородных английских леди и даже склонить к сожительству дочерей знатных особ».

### Одежда
Крестьянская одежда скандинавов IX—XI веков состояла из длинной шерстяной или льняной рубахи, коротких мешковатых штанов, чулок и прямоугольной накидки. Викинги из высших классов носили длинные штаны, носки и накидки ярких расцветок. Длинные плащи знати скреплялись на плече застёжкой-фибулой, а начиная с X века в моду входят большие мантии, заимствованные, вероятно, у франков и известные по изображениям на поминальных камнях с острова Готланд. Для подбивки плащей и оторочки одежды использовались меха. Мужские туники или рубахи изготавливались из тонкой шерсти или льна и могли быть как облегающими, так и широкими, и носились с поясом или без него. В ходу были шерстяные варежки и шапки, а также меховые шапки и даже войлочные шляпы. Популярна была выделывавшаяся в Исландии грубая непромокаемая ткань из овечьей шерсти — вадмель (др.-сканд. vaðmál). Найденные при раскопках в Коппергейте (Йорк) кожаные башмаки не имели каблуков и скреплялись ремнями, что подтверждает сведения скандинавских саг.
Женщины из высшего общества обычно носили длинную одежду, состоявшую из лифа и юбки. Длинная женская рубаха из шерсти или льна закалывалась над каждой грудью драгоценной фибулой, поверх неё одевался длинный сарафан на бретельках, имевший симметричные переднюю и заднюю части и нередко украшавшийся окантовкой и лентами. С пряжек на одежде свисали тонкие цепочки, к которым прикреплялись ножницы и футляр для иголок, ножа, ключей и других мелких предметов. Замужние женщины укладывали волосы в пучок и носили белые полотняные накрахмаленные чепцы в форме изогнутого вперёд рога — фальды (др.-сканд. faldr). У незамужних девушек волосы были подхвачены лентой. Для обозначения своего положения викинги носили металлические украшения. Очень популярны были пряжки на поясе, броши и подвески. Винтовые браслеты из серебра и золота обычно давались воину за проведение удачного рейда или за победу в бою.
В массовой культуре викингов часто изображают с рогатыми шлемами. В действительности археологи не могут точно сказать, какой формы были шлемы викингов. Представление о рогатых шлемах связано с рисунками, обнаруженными в захоронениях (например, Осебергский корабль). Популяризации мифа о рогатых шлемах викингов способствовали работы археолога-любителя Акселя Хольмберга, ещё в XIX веке нашедшего наскальные рисунки с подобными изображениями. Археолог отнёс рисунки к эре викингов, но позднейшие исследования датируют их минимум на тысячу лет старше (примерно 500 годом до н. э.). Сегодня рогатые шлемы включены в расхожий образ викингов благодаря массовой культуре. Учёные же связывают подобные головные уборы с кельтами и древними германцами, использовавшими их в ритуальных, а не военных целях.

### Оружие
Наиболее распространённым видом оружия являлось копьё длиной 2—3 м, которым можно было и колоть, и рубить. Наряду с ним, употреблялось несколько видов дротиков длиной 1,3-1,5 м, в частности, тяжёлый gaflak, более лёгкий kesja, метавшийся при помощи шнура, «с петли» snoerisspjot (дословно — «шнуровое копье») и skeptifletta, у которого на тыльной стороне древка закреплялась верёвка, позволявшая подтянуть его к себе после броска.
Скандинавский меч представлял собой длинный, обоюдоострый клинок с небольшим перекрестьем и относившился, как правило, к каролингскому типу. Норвежский археолог Ян Петерсен выделил 26 типов мечей викингов VIII—XI вв. по форме их рукояти. Длина такого меча в среднем достигала 90 см, клинок его иногда дамаскировался, причём нередко оттачивалась только верхняя его треть, нижние же две трети слабо или вообще не затачивались. Наряду с обоюдоострыми мечами, применялись однолезвийные лангсаксы длиной около 80 см и более короткие скрамасаксы с клинками длиной 30—45 см.
Издавна викинги пользовались боевыми топориками, как правило, небольшими и однолезвийными, в более позднюю эпоху, в X—XI вв. наиболее сильные и опытные из них применяли тяжёлые «датские секиры», носившие также название «бродекс» (bredøkse) — от breið öx («плотницкий топор»). Скандинавские секиры отличались широким, симметрично расходящимся лезвием и длинной рукоятью. Известно, к примеру, что рукоять секиры Олафа II Святого, называвшейся «Богиней войны», имела длину в 5 футов (около 1,5 м). Практические испытания реплики лука, найденного при раскопках в Хедебю, показали силу натяжения в 47 кг, а дальность стрельбы — около 180 м.
Основным оружием дальнего боя оставался лук, древко которого изготовлялось из тиса, реже из вяза, а размах в плечах составлял от 1,6 до 2 м. Сражения на суше и на море начинались с перестрелки лучников, а сама стрельба из лука считалась одним из необходимых умений «истинного мужа».
Щиты, склеивавшиеся из деревянных дощечек и обтянутые раскрашенной кожей, имели диаметр от 80 до 100 см, укреплялись в центре металлическим умбоном и защищали тело от подбородка до колен. Наличие в отверстии под умбоном поперечной деревянной рукояти позволяло опытным викингам использовать свои щиты не только в качестве оборонительного, но и наступательного оружия. Шлемы начала эпохи викингов представляли собой упрощённые варианты полусферических наголовий вендельской эпохи, изготовлявшихся из четырёх частей и снабжавшиеся полумаской или наносником. Во второй половине X века они вытесняются коническими шлемами «норманнского типа», также составными, но снабжавшимися широкими наносниками и кольчужными бармицами. Кольчуги первоначально были редки и довольно коротки, около 70 см длиной, они сплетались из колец диаметром 10-15 мм и толщиной 1-2 мм — по принципу «1 в 4». К XI веку они стали значительно длиннее, так, кольчуга Харальда Сурового, носившая имя «Эмма», закрывала, как говорится в саге, рослому конунгу колени.

### Корабли
Поскольку в скандинавском обществе было принято хоронить воинов вместе с их ладьями, археологи имеют неплохое представление о характеристиках кораблей викингов. В Осло, Роскилле и некоторых других городах открыты специализированные музеи. К числу самых знаменитых относятся корабли гокстадский и усебергский. Оба были обнаружены более ста лет назад и ныне экспонируются в Музее драккаров в Осло. Из саг известно, что в бой корабли ходили под стягом с изображением чёрного ворона.
Флот викингов состоял преимущественно из боевых кораблей, которые назывались драккарами, и из торговых судов кнорров. Длина драккаров достигала 25—28 м, хотя в XI веке эпизодически строились боевые суда длиной до 33—37 м. Боевые корабли позволяли викингам совершать быстрые военные походы, а на торговых кораблях переселенцы и исследователи пересекали море в поисках новых земель и богатств. Многочисленные реки, озёра и прочие водные пути Скандинавии давали викингам простой и удобный способ передвижения. В Восточной Европе в условиях многочисленных волоков были распространены лодки-однодревки, которые были рассчитаны для захода в мелководные реки и причала к пологим берегам, что позволяло викингам очень быстро передвигаться и заставать своих врагов врасплох.
О масштабах строительства древнескандинавских кораблей свидетельствуют исследования современных археологов, которыми подсчитано, что к началу XI века общая потребность в парусине для военных, торговых и рыболовных судов Норвегии и Дании составляла около 1 млн. м², для чего требовалось столько шерсти, сколько могли дать в год 2 млн овец.

### Государство и право
Наиболее значимые решения в скандинавском обществе принимало собрание всех свободных мужчин — тинг. В небольших общественных структурах тинг эволюционировал в представительный орган современного типа: это исландский альтинг, впервые собравшийся в 930 году, и мэнский тинвальд, который моложе его на несколько десятилетий. Конунг из числа Инглингов, Скьёльдунгов либо других видных родов в первую очередь воспринимался как военный вождь, предводитель дружины. Он мог обладать земельным наделом, либо вести странствующий образ жизни на корабле (сэконунг). На территории современных скандинавских государств одновременно правили десятки мелких конунгов.
Викингам был ведом институт кровной мести. Если один из викингов убивал другого, то события развивались в зависимости от «состава преступления» и от социального статуса потерпевшего. Могло кончиться перемирием, могло — выплатой денежного возмещения (вергельда). Но если доходило до кровной мести, это была месть одного рода другому. Не считалось убийством причинение смерти на поединке, который назывался хольмгангом. Саги свидетельствуют, что неистовые в бою воины-берсерки обогащались, вызывая на поединок менее опытных бойцов, и убивали их, либо наносили им тяжёлые ранения. Это заставило скандинавские государства на исходе эпохи викингов ввести ограничения на проведение хольмгангов.

### Религия и литература
Как и древние германцы более раннего периода, викинги до принятия христианства исповедовали традиционную германо-скандинавскую религию (ныне известная как Асатру) с регулярными жертвоприношениями — блотами. Письменность была рунической (см. скандинавские руны).
Погребальный обряд был неразрывно связан с идеей корабля мёртвых. Тело умершего воина кремировалось, иногда вместе с ладьёй, либо в ладью помещался пепел, после чего над ней насыпали курган. О спуске погребальной ладьи на воду упоминают только позднейшие скальды, как, например, Снорри Стурлусон.
К первой половине IX века в скандинавских странах уже сложилась вполне оригинальная скальдическая традиция. В Исландии она чрезвычайно устойчиво сохранялась ещё около двухсот лет после введения письменности, крайне медленно разлагаясь под влиянием европейских письменных литератур.
Многие образцы скальдической поэзии дошли до нас как стихотворные фрагменты, включённые в саги, повествующие о самих скальдах («Сага о Гуннлауге», «Сага о Бьёрне», «Сага о Халльфреде», «Сага об Эгиле», «Сага о Гисли», «Сага о Кормаке» и др.), или же восхваляющие подвиги прочих викингов («Сага о Стурлунгах», «Сага об оркнейцах», «Гнилая кожа», «Сага о битве на Пустоши», «Сага о Ньяле», «Сага о людях с Песчаного берега» и др.).

### Деньги
Не имея собственного монетного производства, викинги использовали для обмена и накопления монеты чеканки других государств. Особой популярностью пользовались у них серебряные дирхемы, которых между 800 и 1020 годами, как подсчитано, попало через Русь на Запад из арабских стран более одного миллиона. Тайники с монетами, оставленные викингами, обнаружены на территории Восточной Европы, Балтийских стран и на острове Готланд в Швеции. Как показывают современные находки, в период раннего Средневековья более трети денежных средств, находящихся в обращении по всему Балтийскому региону, были из Багдада или из саманидских земель, с монетных дворов Ташкента, Бухары, Самарканда и Балха.
Начиная с конца X века арабские монеты вытесняются у викингов английскими, источниками которых являлись не только набеги, но и уплачивавшиеся англосаксами воинские пошлины и данегельд. На территории Скандинавских стран археологами найдено свыше 40 000 английских монет, из них около 3 300 в Норвегии, 5 300 — в Дании и 34 000 — в Швеции. С 995 года норвежский король Олаф Трюгвассон начинает чеканить по их образцу собственные серебряные монеты — пеннинги.

### Питание
Питание викингов было здоровым, но довольно простым, а кухня — непритязательной. Значительную её часть составляли различные каши из злаков, а также густые бульоны и похлёбки. Из огородных культур известны были капуста, лук, свекла, репа и турнепс, из плодовых — яблоки и сливы. Хлеб викинги пекли чаще всего из ячменя или овса, в особых случаях — из пшеницы, и очень редко — из ржи. Археологические исследования захоронений в Бирке позволяет говорить о выпечке, по крайней мере, девяти видов хлеба, включая буханки, булки, лепёшки, блины, крендели и печенье. Мясо викинги предпочитали свиное, но ели также и говядину, баранину, козлятину и курятину, а в северных регионах, наряду с рыбной ловлей, охотились на тюленей и китов. Использовались приправы, так, при раскопках корабля из Осеберга (Норвегия) найдены тмин, перец и горчица. Стол древнего скандинава разнообразили ягоды, грибы, лесные орехи, мёд, сыр, молоко и скир, напоминавший йогурт.

### Алкоголь
Потребление алкоголя занимало важное место в жизни древних скандинавов вообще и викингов, в частности. Как указывает исследователь потребления алкоголя Марк Форсайт, последние употребляли три вида алкогольных напитков: вино, импортное, крайне дорогое и доступное лишь знати, медовый напиток — сброженный мёд, сладкий и умеренно дорогой, и эль, которым довольствовалась основная масса населения. Согласно скандинавским легендам, верховный бог Один питался исключительно вином.
Арабский путешественник X века Ахмед ибн Фадлан упоминает употреблявшийся встреченными им на Волге «русами» весьма крепкий напиток, который называет «набизом», по аналогии с издавна известным у арабов финиковым набидом.
Перед сражением викинги пили медовый напиток с галлюциногенными грибами, так как он приводил воинов в состояние наркотического транса. По мнению учёных, под воздействием такого напитка викинги не чувствовали боли (см. берсерк).

### Положение женщин
Как и повсюду в раннесредневековой Европе, большинство женщин в обществе викингов подчинялись своим мужьям и отцам, обладали небольшой политической властью и даже лишены были права подавать судебные иски, хотя и выступали в суде в качестве свидетельниц. Брак, по сути, являлся сделкой и назывался «покупкой невесты» (др.-сканд. bruðkaup), согласия которой спрашивали далеко не всегда. Женщина приносила в семью мужа приданое (др.-сканд. heimanfylgja), но и муж обязан был выплатить выкуп (др.-сканд. mundr), который оставался собственностью жены. Источники свидетельствуют о многоженстве и конкубинате, сохранявшихся в течение долгого времени после принятия христианства.
Обязанности супруги включали в себя приготовление пищи, огородные и полевые работы, заботу о скотине и продовольственных запасах, стирку одежды и воспитание детей, а также вышивку и ткачество. Сохраняя в отдельных случаях право на развод, женщина в Древней Скандинавии фактически не имела сексуальной свободы, и если супруг её имел право содержать наложниц, самой ей не дозволялось даже выслушивать любовные песни — мансёнги (др.-сканд. mansǫngr), запрещённые исландскими законами. Вместе с тем, на практике жена викинга обладала реальной домашней властью, символом которой являлась носившаяся ею на поясе связка ключей, и, выражаясь образно, царила «за бревном», то есть за порогом (др.-сканд. innan stokks), выступая также в качестве хранительницы семейных традиций.
Письменные и устные источники, в первую очередь саги, нередко описывают свободных женщин из общества викингов, обладающих независимостью и собственными правами: так, они могли наследовать имущество после смерти мужа.

## Современные представления
Шведский романтизм XIX века проходил под знаком возрождения интереса к раннему Средневековью и к викингам. Созданная в 1811 году Готская лига пропагандировала образ викингов как свободолюбивых искателей приключений. Пробуждение интереса к викингам сделало возможным систематическое сохранение и изучение исландских саг и рунических камней (таких, как рунные камни в Еллинге). Начались раскопки в Старой Уппсале, Бирке и других древних центрах.
Образ викингов оказался востребованным в нацистской Германии, где под викингами понимали северных германцев арийской расы, родственных немцам. Преимущественно из скандинавских добровольцев была сформирована 5-я танковая дивизия СС «Викинг».
Вольно истолкованный образ викингов используется в тяжёлых направлениях музыки (см. викинг-метал).
Во многих странах на севере Европы работают клубы исторической реконструкции, проходят регулярные фестивали (в том числе на территории городища Кауп в Калининградской области).
В нынешнее время шлем из Гьёрмундбю широко тиражируется как «типичный шлем викинга», заменив популярные (но не имеющие археологического подтверждения) рогатые шлемы.